# Surf and Turf

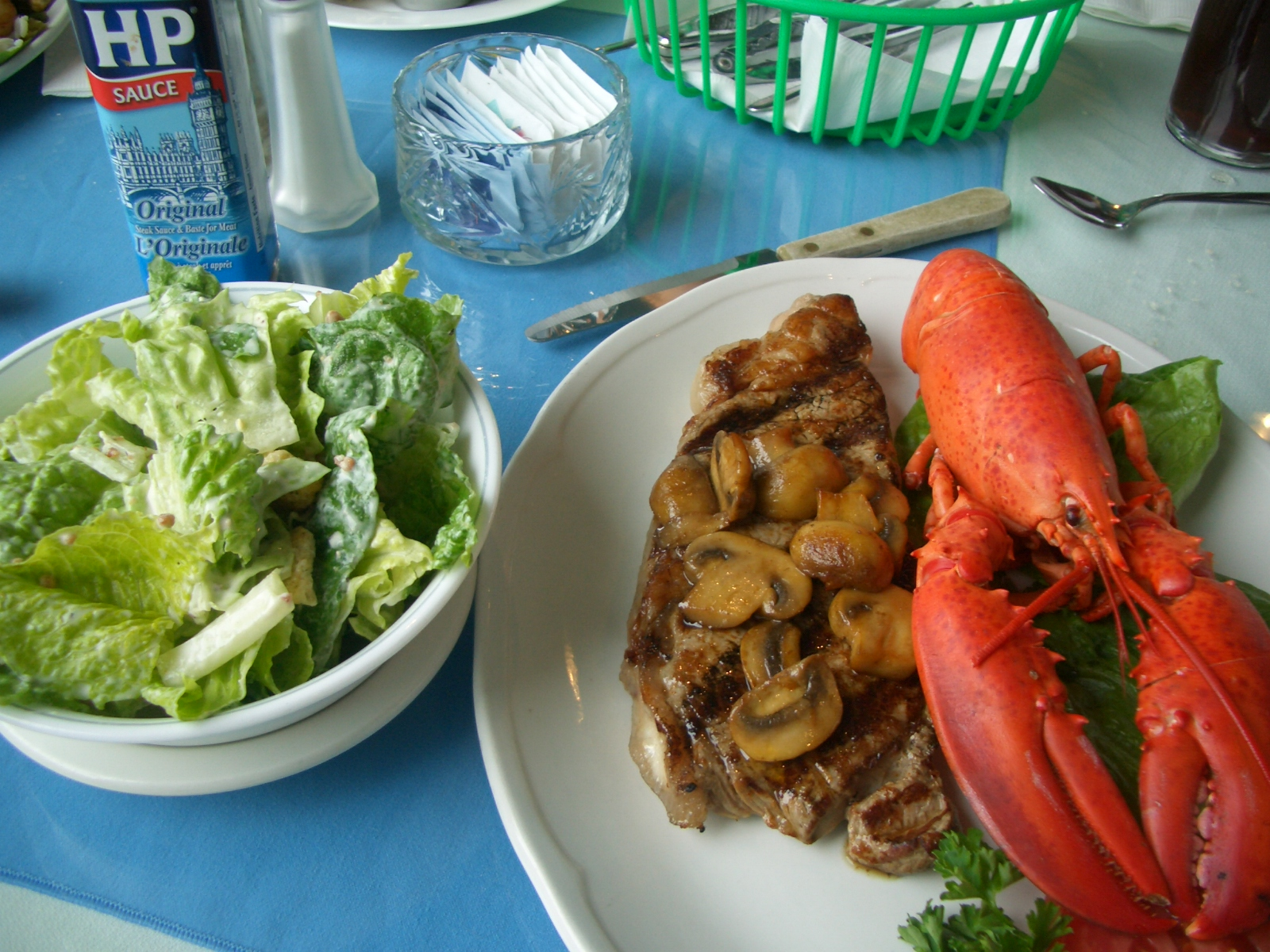
Hummer und Steak in einem Restaurant auf der Prince-Edward-Insel

Surf and turf oder Surf ’n’ Turf (Deutsch etwa: „Brandung und Rasen“) ist ein Hauptgericht, das vor allem in nordamerikanischen Steakhäusern populär ist. Es besteht aus einer Kombination von Meeresfrüchten mit Fleisch, normalerweise die Schwänze von Amerikanischen Hummern oder Garnelen (meistens entweder gegrillt oder frittiert) und Steak.

## Entstehungsgeschichte
Der Begriff entstand an der nordamerikanischen Atlantik-Küste. Die erste schriftliche Erwähnung war eine Anzeige aus dem Jahr 1967 in den Gelben Seiten von Buffalo, die das Restaurant Michael’s House of Steaks schaltete. Jane und Michael Stern erklärten, dass es unter diesem Namen während der Weltausstellung 1962 im SkyCity-Restaurant (in der Space Needle in Seattle) serviert wurde. In Sterns Enzyklopädie des schlechten Geschmacks (Encyclopedia of Bad Taste) wird Surf and Turf als der Inbegriff von kulinarischem Kitsch dargestellt: „es geht darum […], die hedonistische Extravaganz zu maximieren“, indem die zwei teuersten Gerichte der Speisekarte kombiniert werden; das heißt, das Gericht wird nicht aus geschmacklichen Gründen, sondern zur vulgären Selbstdarstellung bestellt.

## Verbreitung
Das Gericht ist verbreitet in Nordamerika. Die US-amerikanische Restaurantkette Steak and Ale führte es unter der Bezeichnung Steak and Tail. In den US-amerikanischen Streitkräften gilt es auch als Deployment Meal (Deutsch etwa „Aufmarsch/Entsendungs-Essen“), also als luxuriöses Mahl vor der Entsendung in den Kampfeinsatz, jedoch wird die Kombination nicht ausschließlich vor Kampfeinsätzen verteilt.
In Australien ist es besonders an der Ostküste im Bereich des Great Barrier Reef als Reef and beef oder Reef meets beef als Steak mit unterschiedlichsten Meeresfrüchten als Beilage bekannt, beliebt und meist relativ preiswert.
Auch in Großbritannien wird es in einigen Pubs und Restaurants angeboten.